# 시나몬 롤

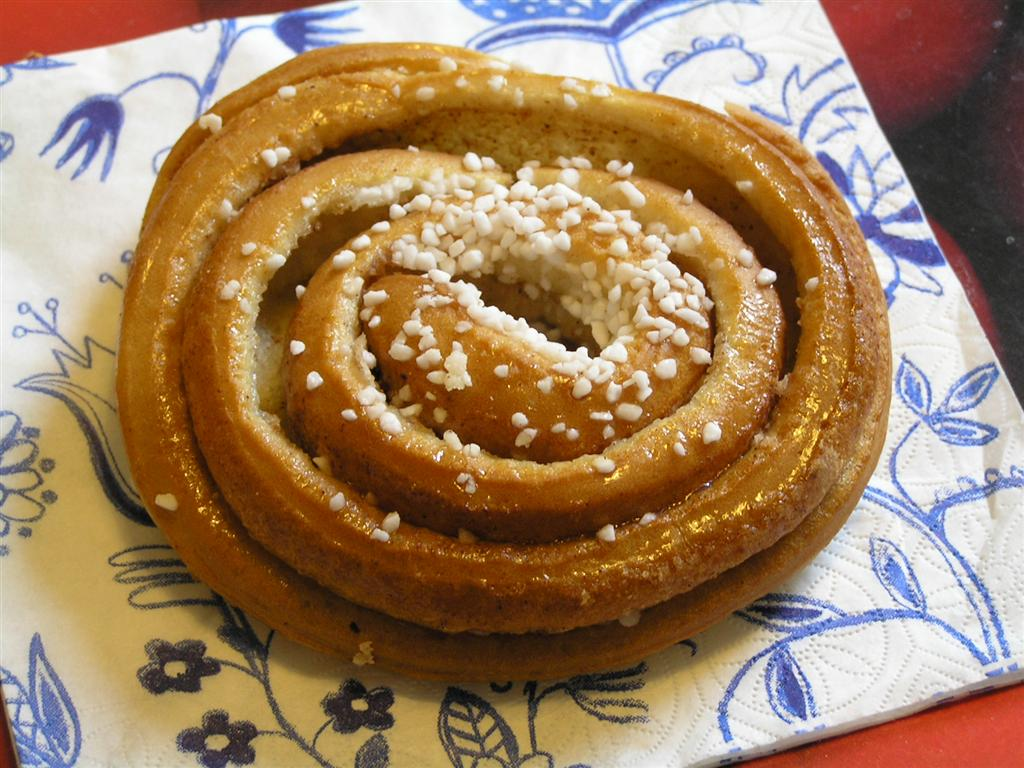
시나몬 롤

시나몬 롤(cinnamon roll, 시나몬 번, 시나몬 스월, 시나몬 스크롤, 시나몬 데이니시, 시나몬 스네일은 북유럽 (주로 노르딕 국가와 오스트리아, 에스토니아, 네덜란드, 독일)과 북아메리카에서 흔히 제공되는 스위트 롤이다.

## 페이스트리

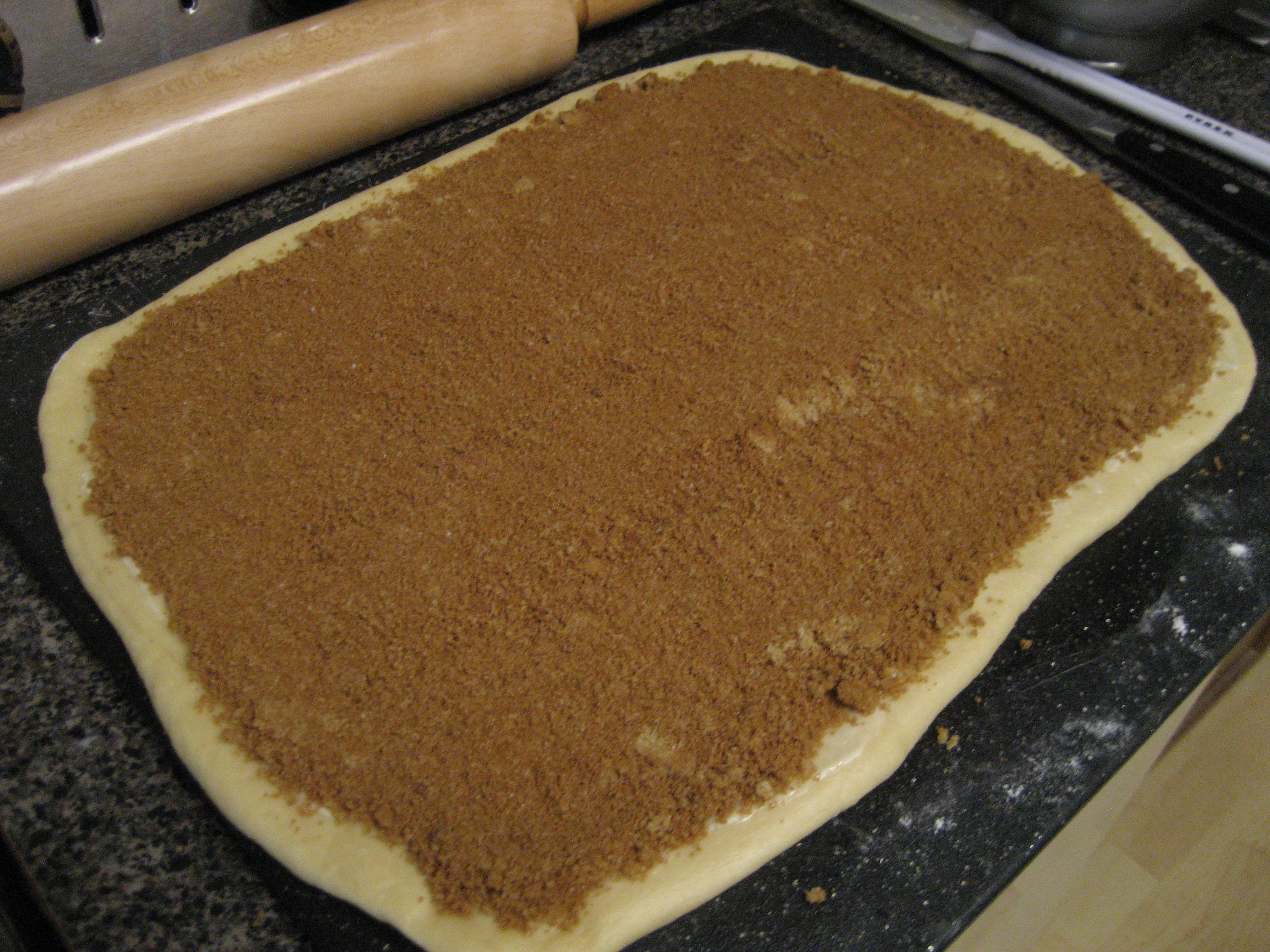
말기 전에 반죽에 시나몬 혼합물을 펼친 모습

시나몬 롤은 효모를 넣은 반죽 시트를 말아서 만든다. 이 시트 위에는 얇은 버터 층을 바르고 계피와 설탕 혼합물(경우에 따라 황설탕, 건포도 또는 기타 재료)을 뿌린다. 그런 다음 반죽을 말아 개별 조각으로 자르고 굽는다. 도넛의 튀김 버전은 시나몬 롤 또는 시나몬 번 도넛이다. 주재료는 곡분, 계피, 설탕, 버터로, 풍부하고 달콤한 맛을 낸다.

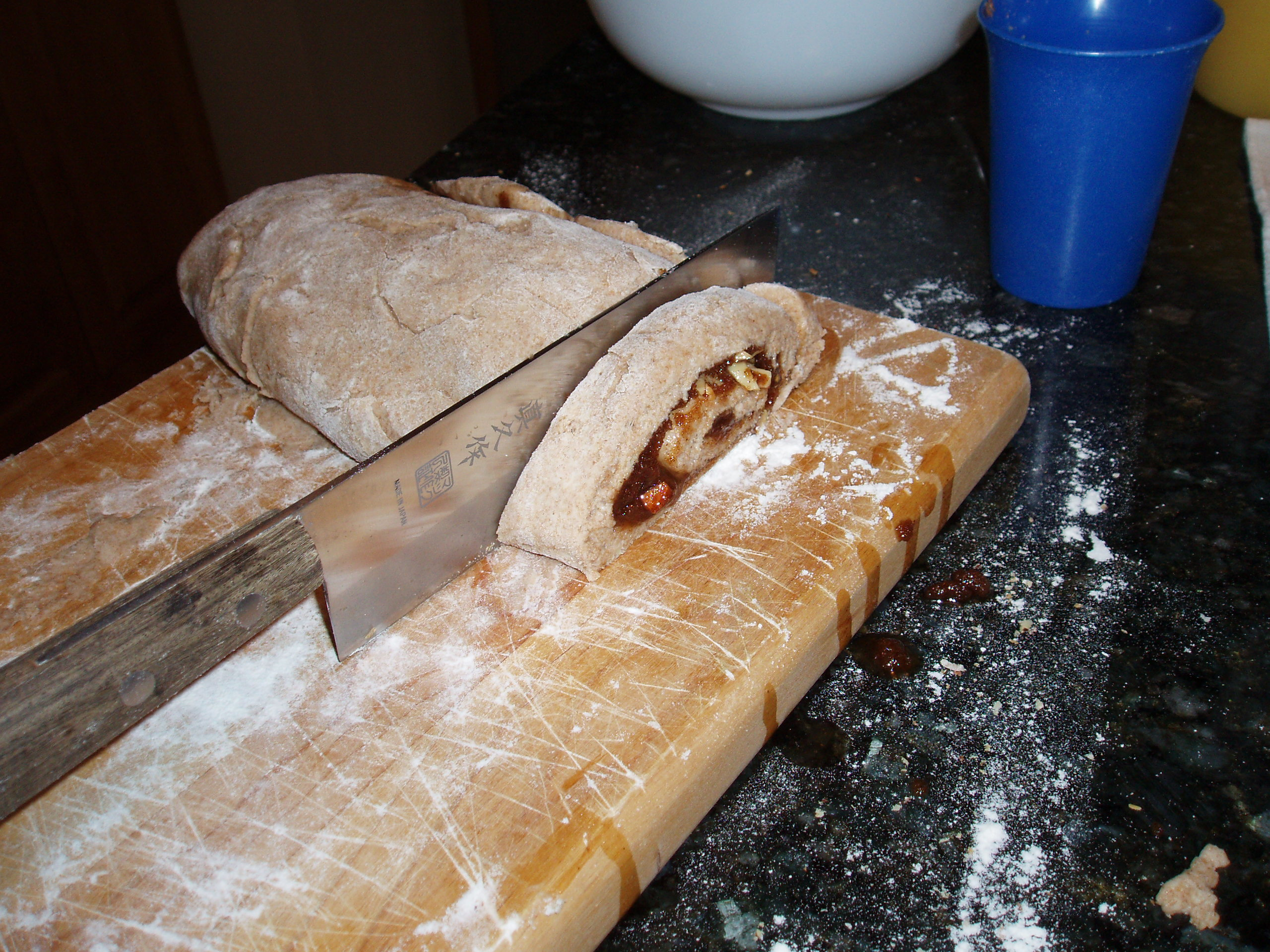
굽기 전에 날 시나몬 롤 반죽 덩어리를 개별 롤로 자르는 모습

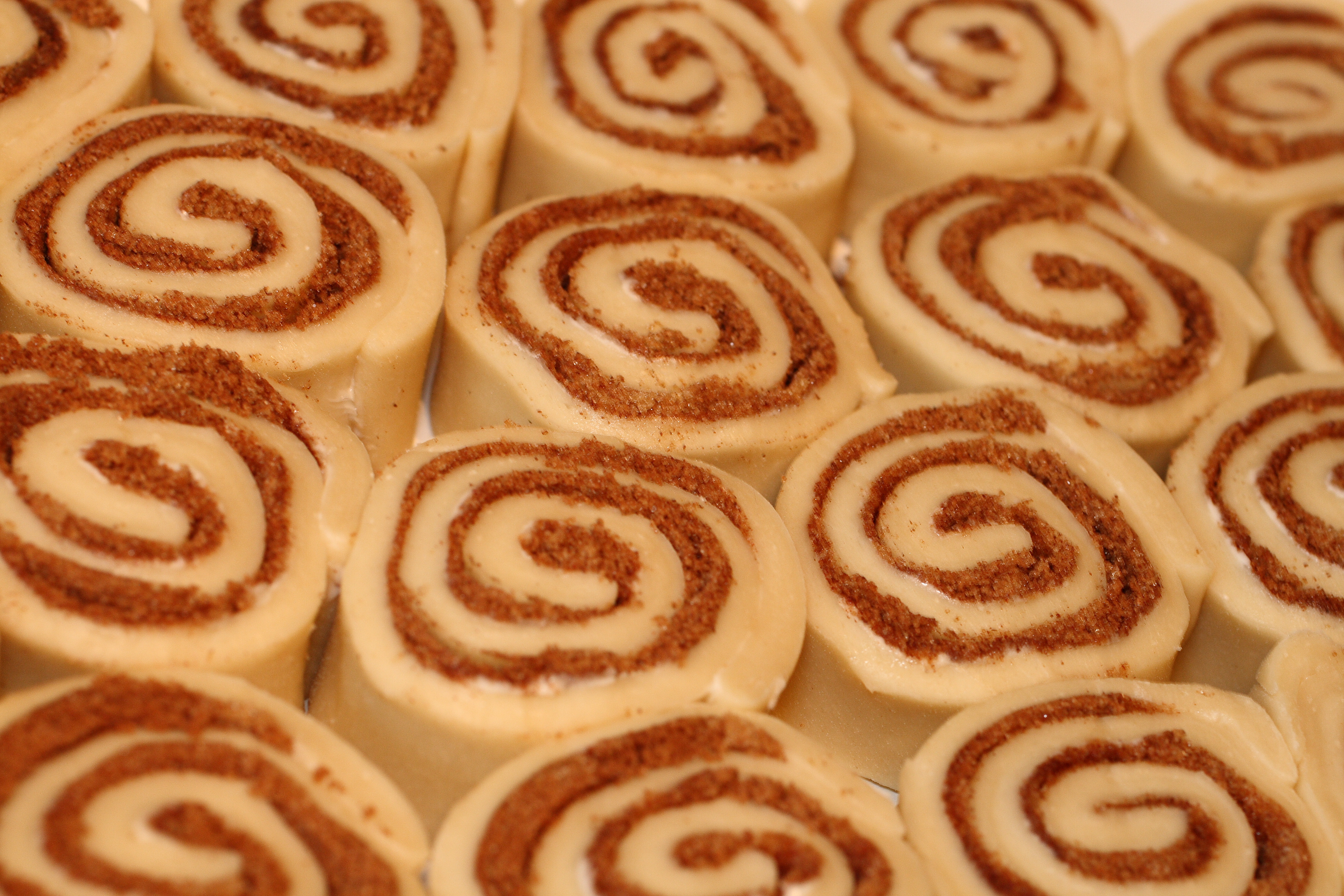
익히지 않은 시나몬 롤 번

## 기원
로마의 향신료 상인들은 스리랑카산 계피 향신료를 유럽에 들여왔다.
이 향신료는 나중에 스웨덴의 페이스트리에 사용되기 시작했으며, 현대의 카넬불레(직역: ''계피 번'')는 제1차 세계 대전 이후에 만들어졌다. 1999년부터, 10월 4일은 스웨덴 인구의 상당 부분이 인정하는 국가적인 테마의 날인 시나몬 롤의 날(Kanelbullens dag)로 지정되어 홍보되었다. 스웨덴의 카넬불레 반죽은 일반적으로 카다멈(가루 또는 새싹)도 포함하여 독특한 풍미를 낸다.
시나몬 롤의 크기는 장소마다 다르지만, 많은 판매상들은 직경 약 5 센티미터 (2.0 in)의 작은 크기와 한 변이 약 10 cm (3.9 in)의 큰 크기를 제공한다. 더 큰 종류는 핀란드에서 코르바푸스티(직역: ''귀에 수갑'', fig. "훈육을 위해 귀를 잡아당기다")라고 불리며, 직경이 최대 20 cm (7.9 in)이고 무게가 최대 200 g (7.1 oz)에 달할 수 있다.
스웨덴 예테보리의 하가 지역에는 매우 큰 시나몬 롤이 있다. 이 시나몬 롤은 하가불레 또는 '주방의 여왕'이라고 불린다. 하가불레는 보통 직경이 30 센티미터 (12 in) 이상이며, 크기에도 불구하고 공유하는 롤로 간주되지 않는다.

## 국가별 종류
덴마크에서는 시나몬 롤을 카넬스네글(kanelsnegl)이라 부르며, 스웨덴에서는 카넬불레(kanelbulle), 노르웨이에서는 카넬볼레(kanelbolle), 스킬링스볼레(skillingsbolle), 카넬스누르(kanelsnurr) 또는 카넬 이 스빙게네(kanel i svingene)로 알려져 있다. 핀란드에서는 코르바푸스티(korvapuusti), 아이슬란드에서는 카닐스누더(kanilsnúður), 에스토니아에서는 카넬리룰(kaneelirull)이라고 불린다. 오스트리아와 독일에서는 찜슈네케(Zimtschnecke)라고 한다. 슬로바키아와 체코에서는 슈코리초베 슬리마키/스코리초비 슈네치(škoricové slimáky/skořicoví šneci, '계피 달팽이'라는 뜻)라고 불린다.
스웨덴의 버터카카(Butterkaka)와 핀란드의 보스톤카쿠(bostonkakku, "보스턴 케이크")는 시나몬 롤을 개별적으로 굽는 대신 둥근 케이크 팬에 구워 서로 붙어 하나의 큰 둥근 케이크를 형성하도록 만든 케이크이다.
스칸디나비아 페이스트리의 형태를 거의 그대로 따르는 독일의 종류 중에는 함부르크와 그 주변 지역에서 유래한 프란츠브뢰트헨이 있는데, 이는 시나몬이 없는 프랑스의 크루아상에서 영감을 받은 시나몬 페이스트리이다.
미국의 시나몬 롤은 대체로 크고, 팬에 구워지며 아이싱(주로 분당 기반)이 올려지고, 때로는 튀겨서 글레이즈로 마무리한 후 도넛의 변형으로 제공된다. 지역별 조합도 있는데, 미국 중서부, 특히 네브래스카주와 캔자스주에서는 시나몬 롤을 칠리와 함께 먹는 경우가 흔하다.
캐나다에서는 시나몬 롤 또는 시나몬 번으로 알려져 있다. 이들은 보통 자체적으로 글레이즈 처리되어 있고 아이싱을 하지 않으며, 보통 건포도가 들어있지 않다. 계피가 너무 많이 들어가서 매콤하고 뜨거운 맛이 날 수도 있다.
오스트리아와 독일에서는 슈퍼마켓과 빵집에서 널리 판매된다. 토펜골라체, 버터크루아상 및 파싱스크라펜과 함께 오후 커피와 함께 즐기는 전형적인 페이스트리이다.
슬로바키아에서는 이 페이스트리가 보통 벌집이나 말벌집을 닮은 작고 둥근 형태로 만들어진다. 체코에서는 원뿔형 나선형으로도 발견될 수 있다. 가장 흔하게 계피 소를 채우지만, 견과류, 코코아 또는 바닐라 푸딩을 넣을 수도 있다. 전형적인 재료로는 밀가루, 우유, 버터, 설탕, 계란, 효모가 있다.
아시아 문화권에서는 탕종이라는 효모 빵 기술을 사용하여 시나몬 롤을 만들 수도 있다. 이 기술은 일본 우유 빵과 밀접하게 관련되어 있으며, 부드럽고 깃털 같은 질감을 부여한다. 밀가루를 정확히 65°C 또는 149°F로 가열하면 밀가루 내의 전분이 미리 젤라틴화되어 일반적인 경우보다 더 걸쭉해진다. 탕종은 전분이 더 오랜 기간 동안 수분을 유지하도록 하여 유통 기한을 늘린다.

## 시나몬 롤 전통
스웨덴과 핀란드에서는 시나몬 롤을 커피나 구운 과자를 함께 먹는 모임에서 전통적으로 즐긴다. 스웨덴에서는 이 모임을 피카라고 부르는데, 보통 오후에 동료들이 휴식 시간에, 친구들이나 가족들이 함께 한다. 스웨덴과 핀란드에서는 10월 4일이 국립 시나몬 빵의 날(Kanelbullens dag)로 지정되어 있다.
덴마크에서는 시나몬 번이 특히 수요일에 인기가 많으며, 이때 수요일 달팽이라 불리는 특대형 종류가 판매된다. 이 전통은 1990년대에 특별히 고안된 것으로 당시 축구 국가대표팀이 보통 수요일에 경기를 치렀기 때문이다.
북아메리카에서는 아침 식사나 디저트로 흔히 먹는다. 미국에서 아침 식사로 먹을 때는 크림 치즈 프로스팅을 곁들일 수 있다.
시나몬 번은 슬로바키아와 체코에서 특히 크리스마스 시즌에 인기가 많다. 많은 가정에서 바닐라 크레센트(vanilkové rožteky)와 린저 쿠키 같은 다른 축제용 간식과 함께 전통적인 크리스마스 베이킹 레퍼토리의 일부를 이룬다.

## 갤러리

국가별 종류
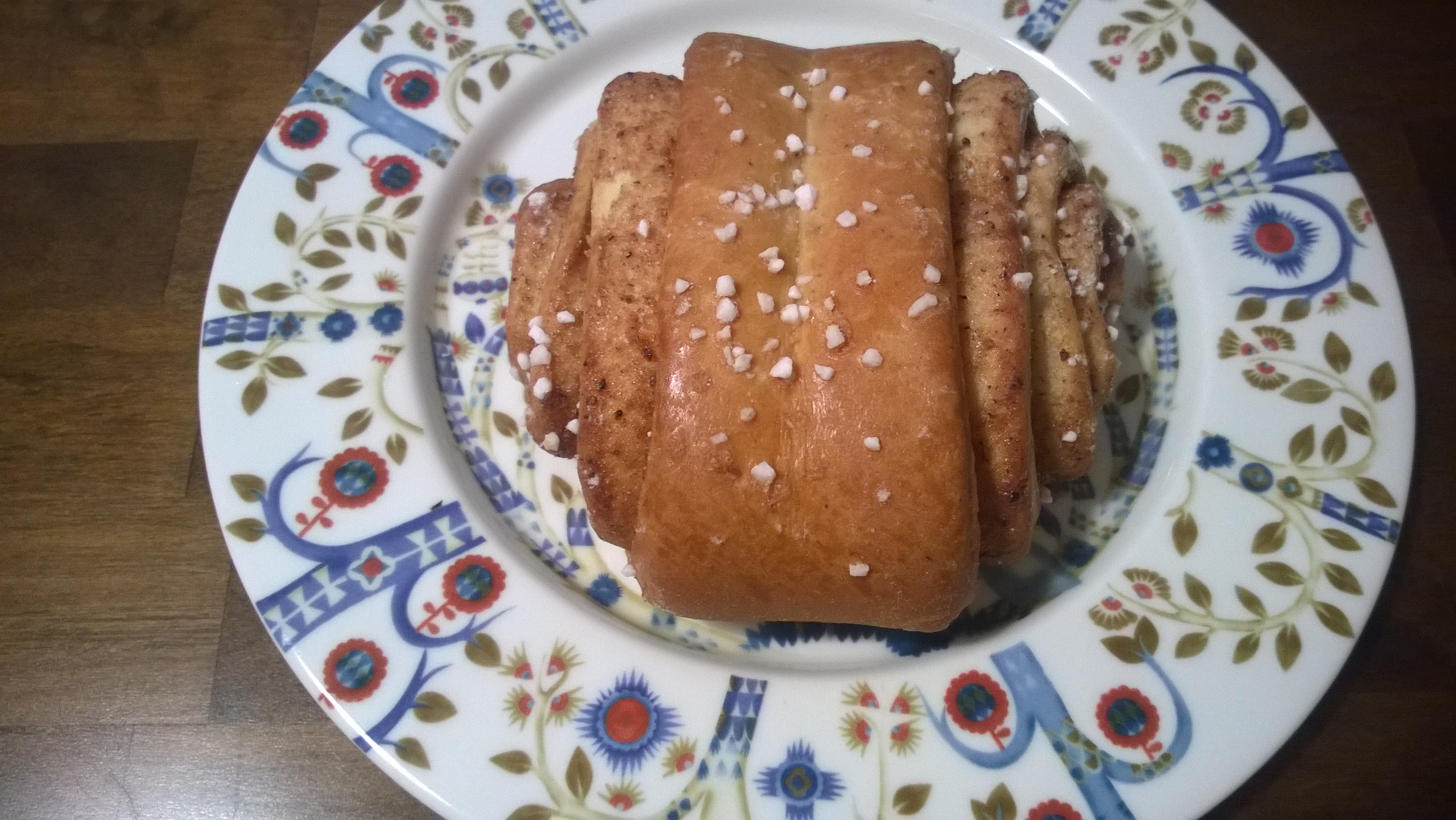
핀란드 코르바푸스티
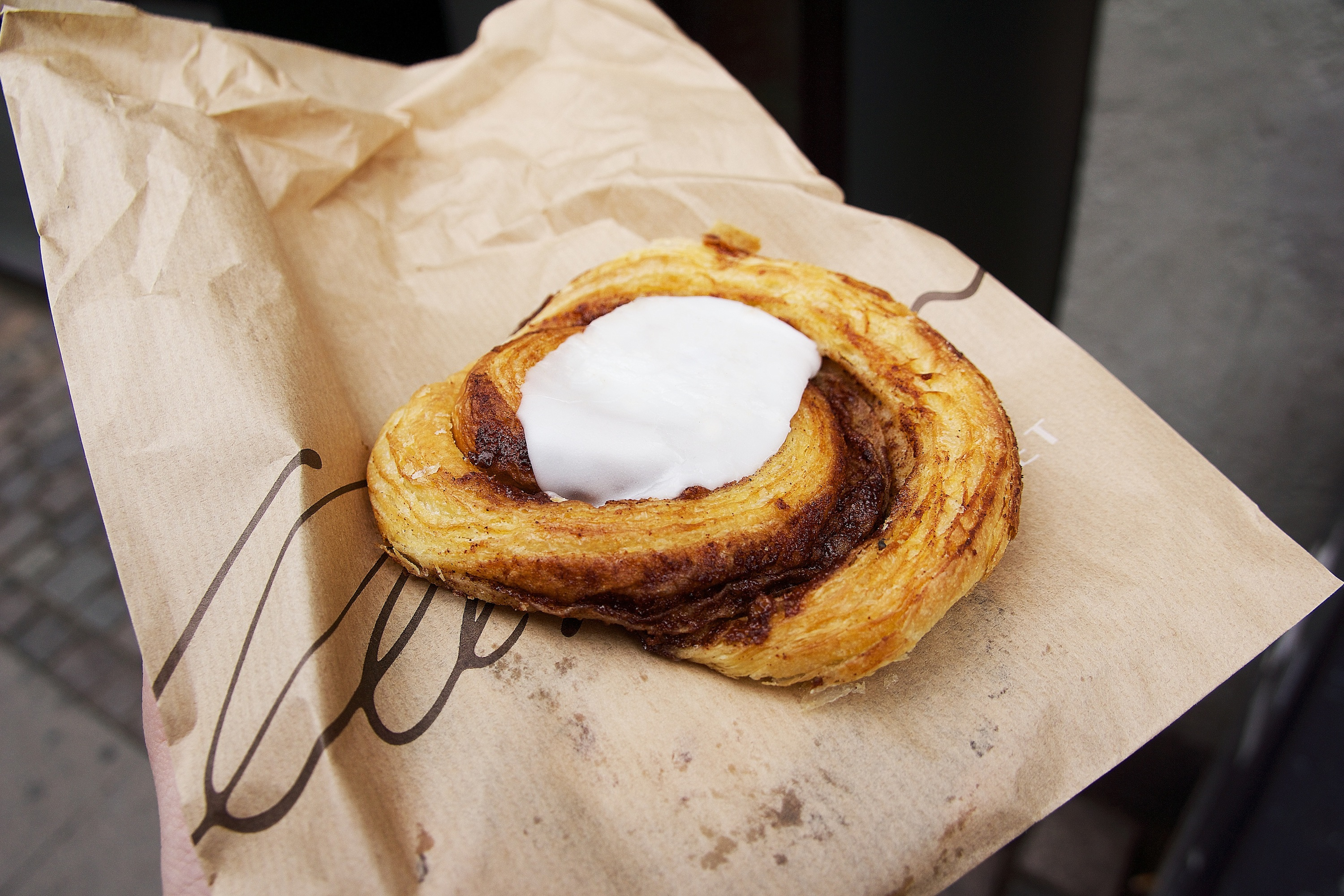
덴마크 카넬스네글
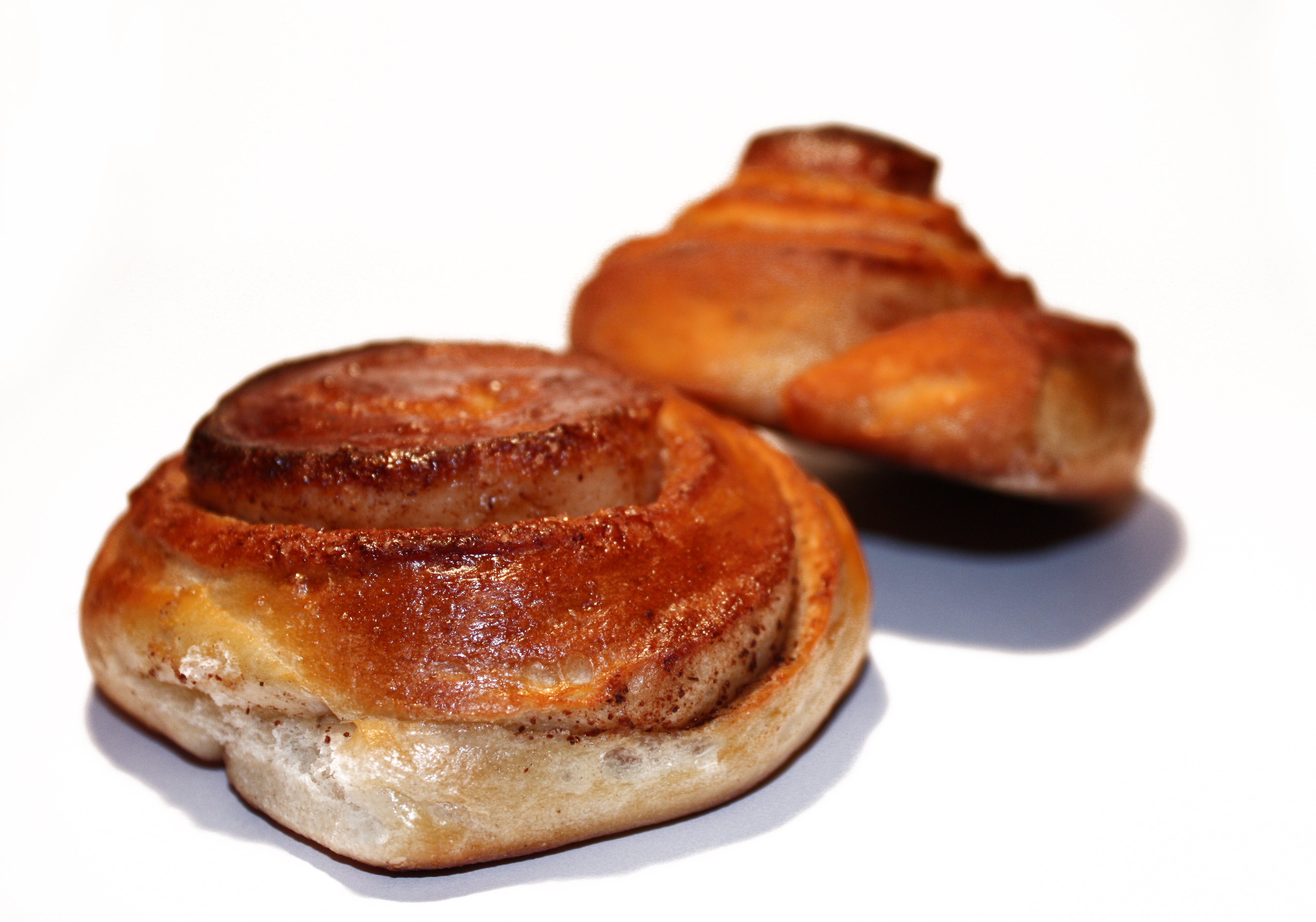
노르웨이 스킬링스볼레
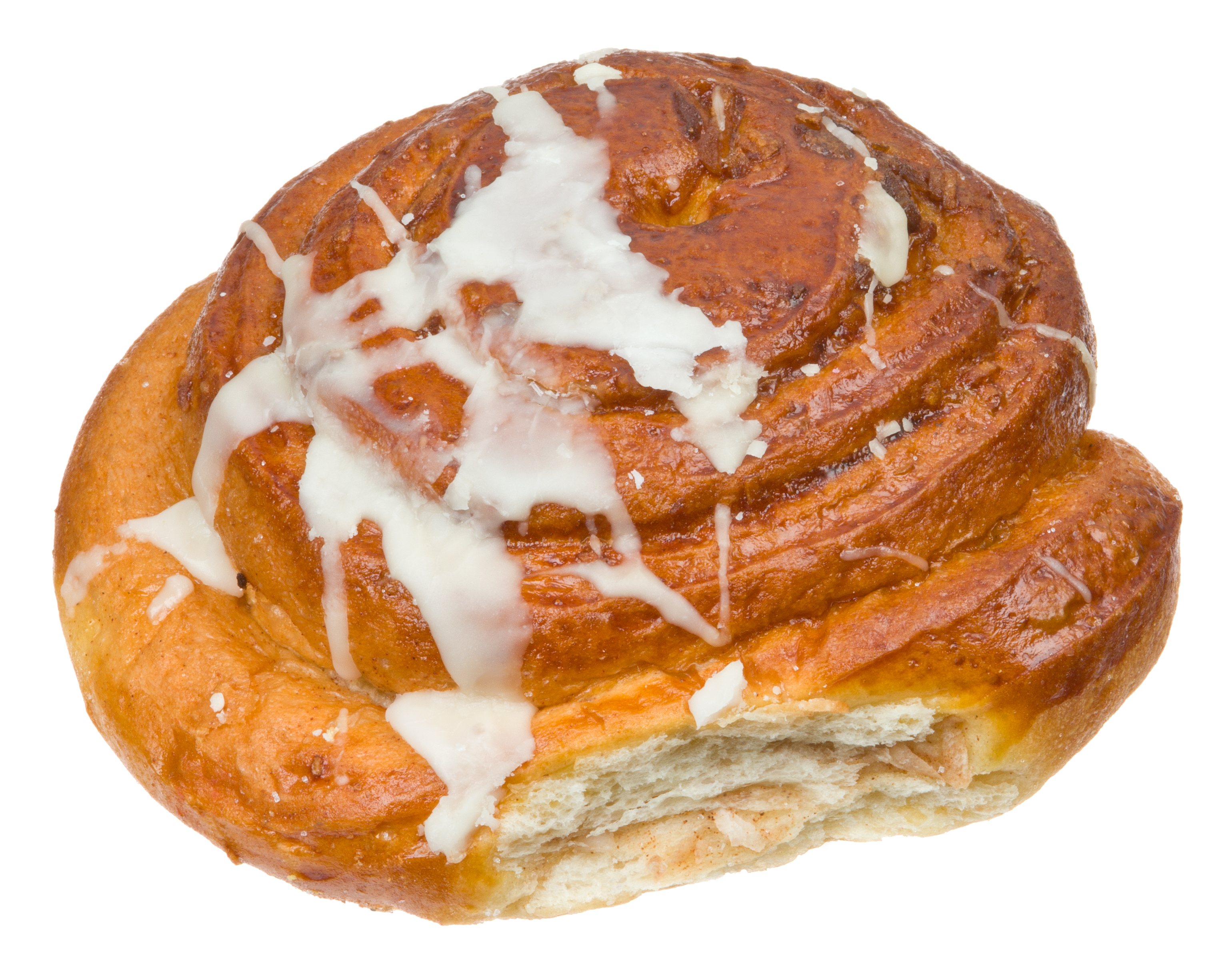
미국 시나몬 롤

”버터카카” 또는 ”보스톤카쿠”의 제빵 과정
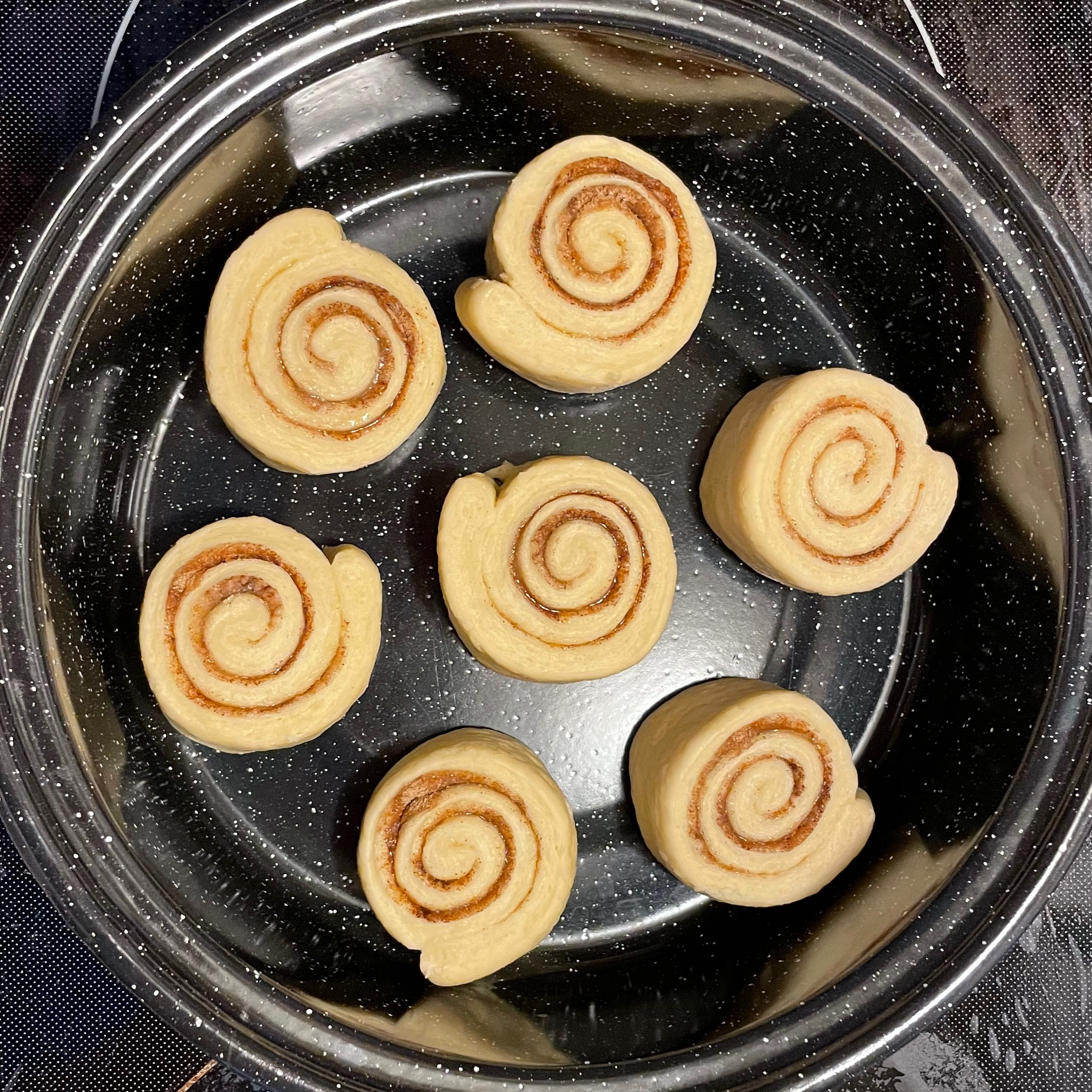
날 시나몬 롤
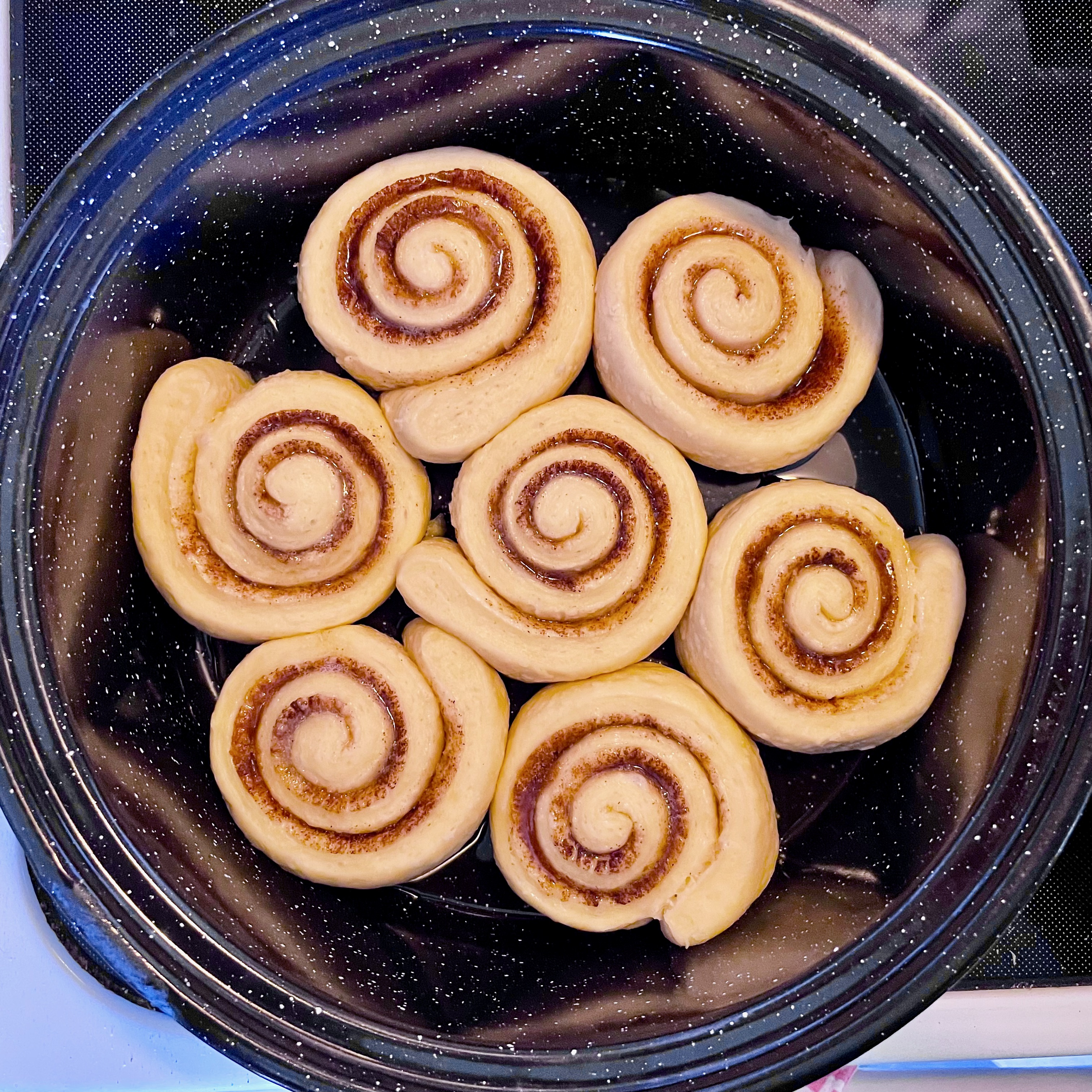
발효 후 구울 준비된 상태
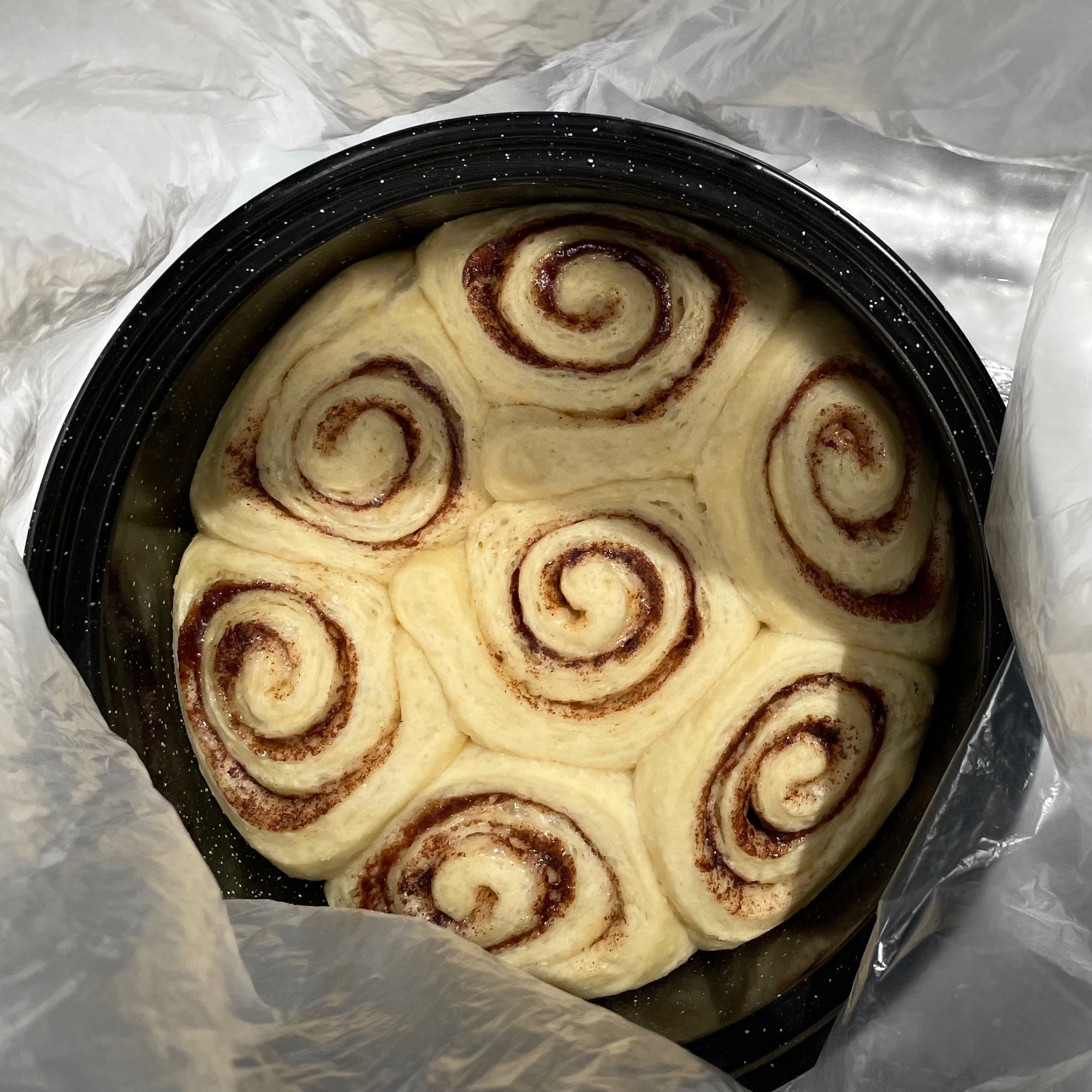
태양열 조리기에서 부분적으로 구워진 롤
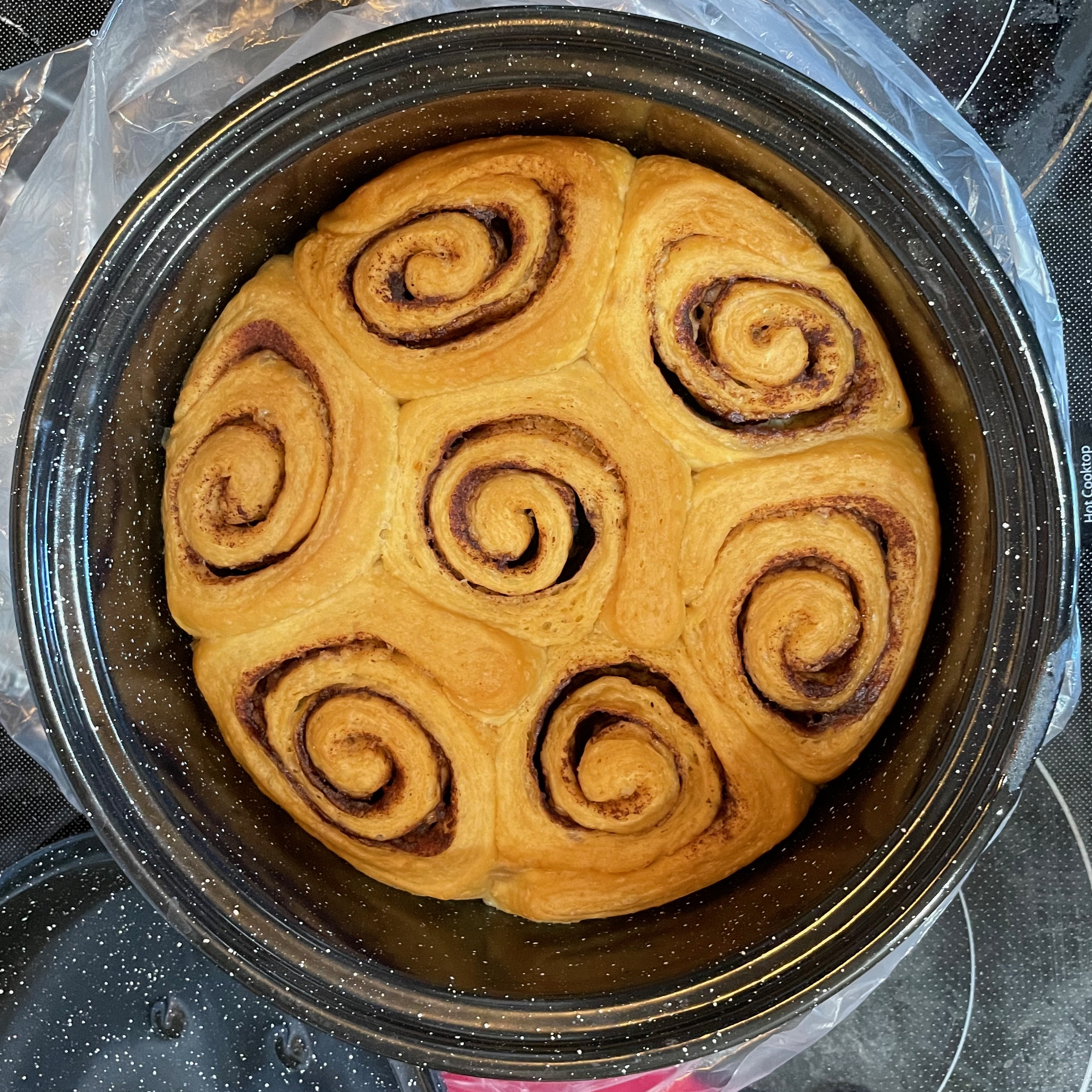
완전히 구워진 시나몬 롤